# Sir Seretse Khama International Airport
Sir Seretse Khama International Aiport (IATA: GBE, ICAO: FBSK), gelegen 9 km ten noorden van Gaborone, is de internationale luchthaven voor de hoofdstad van Botswana. De luchthaven is vernoemd naar Sir Seretse Khama, de eerste president in Botswana. De overheid van Botswana heeft een bedrag van 61 miljoen dollar uitgetrokken voor verdere ontwikkeling van de luchthaven, zodat de luchthaven meer verkeer en grotere vliegtuigen kan bedienen.

## Faciliteiten
- Vervoer naar de stad: hotelbussen en taxi's (reistijd 15 minuten). Geen busdiensten.
- Eén terminal met een geldwisselkantoor van Barclays, bar en restaurant, een bagagedepot en een taxfreeshop voor vluchten buiten Zuid-Afrika, Lesotho en Swaziland.

## Fatale crash
Op 11 oktober 1999 ging een piloot van Air Botswana, Chris Phatswe, aan boord van een geparkeerde ATR-42 en steeg vervolgens op. Eenmaal in de lucht meldde hij te willen spreken met de president van Botswana, de baas van Air Botswana, zijn vriendin en enkele anderen. Omdat de president het land uit was, werd hem toegestaan met de vicepresident te praten. Ondanks alle pogingen hem ertoe over te halen te landen, kondigde hij aan het toestel te zullen laten neerstorten op de vliegtuigen op het platform. Na ongeveer twee uur vliegen, maakte hij twee loopings en stortte hij met een snelheid van 200 knopen (370 km/u) vervolgens neer op twee andere ATR-42's van Air Botswana, die op de grond geparkeerd stonden. De piloot kwam om het leven, maar er vielen verder geen slachtoffers.

## Luchtvaartmaatschappijen en bestemmingen
- Air Botswana - Antannarivo, Blantyre, Dar-es-Salam, Entebbe, Harare, Johannesburg, Libreville, Lilongwe, Luanda, Lusaka, Maputo, Maseru, Mauritius, Mbabane, Windhoek
- Kenya Airways - Harare, Nairobi
- South African Airways - Kaapstad, Durban, Johannesburg
- Ethiopian Airlines - Addis Ababa, Lusaka